# Church Hill Theatre
Le Church Hill Theatre est une ancienne église en grès rose classée de catégorie B transformée en salle de théâtre par le conseil municipal d'Édimbourg. Construite en 1892 comme l'église libre de Morningside, le conseil l'a achetée en 1960. Après avoir subi une rénovation complète, il a rouvert ses portes en août 2006. Il est géré par l'équipe qui exploite les Assembly Rooms.

## Usage actuel
C'est un lieu populaire pour les productions de théâtre amateur, ainsi que pour le Festival Fringe d'Édimbourg et le Festival international d'Édimbourg. Il accueille des compagnies de théâtre et de danse non professionnelles, dont la Manor School of Ballet, Edinburgh Music Theatre Company et Edinburgh Dance Academy.

## Installations
L'auditorium du théâtre peut accueillir 353 personnes et le bâtiment dispose d'espace pour des événements plus petits,. Depuis la rénovation, il y a maintenant un accès par ascenseur à l'auditorium, ainsi qu'un café privé.